# 张强镇
张强镇，是中华人民共和国辽宁省沈阳市康平县下辖的一个乡镇级行政单位。

## 行政区划
张强镇下辖以下地区：
兴强社区、张强村、良种场村、西两家子村、敖宝窝堡村、唐僧庙村、大黄家窝堡村、盖顶窝堡村、前辛屯村、七家子村、后辛屯村、三棵树村、华家窝堡村、东一棵树村和官宝窝堡村。